# Ethel River
Der Ethel River ist ein Fluss im Nordwesten des australischen Bundesstaates Western Australia.

## Geografie
Der Fluss entspringt an den Nordwesthängen der Collier Range und fließt nach Nordwesten. Nordöstlich der Siedlung Mount Vernon mündet er in den Ashburton River.

### Nebenflüsse mit Mündungshöhen
- Coobarra Creek – 536 m
- Twelve Mile Creek – 458 m[1]